# Trnowac
Trnowac, Trnovac (maced. Трновац) – wieś w północno-wschodniej Macedonii Północnej, w gminie Kratowo.